# Вахринка
Ва́хринка (рос. Вахринка) — річка у Пермському краї (Великососновський район), Росія, права притока Сіви.
Річка починається в межиріччя Липу та Сіви. Течія спрямована спочатку на схід, потім на південний схід, і в кінці повертає знову на схід. Впадає до Сіви за 2 км на південний схід від села Осиновка.
У верхній течії пересихає. Русло нешироке, береги верхньої та середньої течій заліснені, долина широка. Приймає декілька дрібних приток. Збудовано автомобільний міст в середній течії.
Над річкою розташоване колишнє село Вахрино.